# Stróżna
Stróżna est une localité polonaise de la gmina de Bobowa, située dans le powiat de Gorlice en voïvodie de Petite-Pologne.